# Hằng số thiên văn
Hằng số thiên văn là bất kỳ hằng số vật lý nào được sử dụng trong thiên văn học. Các bộ hằng số chính thức, cùng với các giá trị khuyến nghị, đã được Liên minh Thiên văn Quốc tế (IAU) xác định nhiều lần: vào năm 1964  và năm 1976  (với bản cập nhật vào năm 1994 ). Vào năm 2009, IAU đã thông qua một tập hợp hiện tại mới và nhận thấy rằng các quan sát và kỹ thuật mới liên tục cung cấp các giá trị tốt hơn cho các hằng số này, họ quyết định  không sửa các giá trị này, nhưng yêu cầu Nhóm Công tác về Tiêu chuẩn Số liên tục duy trì một tập hợp các Hiện tại Ước tính tốt nhất. Bộ hằng số được sao chép rộng rãi trong các ấn phẩm như Niên giám thiên văn của Đài quan sát Hải quân Hoa Kỳ và Văn phòng Nhật ký hàng hải HM.
Bên cạnh danh sách các đơn vị và hằng số của IAU, Dịch vụ Hệ thống Tham chiếu và Quay Trái Đất Quốc tế cũng xác định các hằng số liên quan đến hướng và quay của Trái Đất, trong ghi chú kỹ thuật của mình.
Hệ thống hằng số IAU xác định một hệ thống các đơn vị thiên văn cho chiều dài, khối lượng và thời gian (trên thực tế, một số hệ thống như vậy), và cũng bao gồm các hằng số như tốc độ ánh sáng và hằng số hấp dẫn cho phép biến đổi giữa các đơn vị thiên văn và đơn vị SI. Các giá trị khác nhau một chút cho các hằng số thu được tùy thuộc vào hệ quy chiếu được sử dụng. Giá trị niêm yết trong thời gian barycentric động lực (TDB) hoặc quy mô thời gian tương đương như Êphêsô T của Jet Propulsion Laboratory lịch thiên văn đại diện cho các giá trị trung bình mà có thể được đo bằng một người quan sát trên bề mặt Trái Đất (Nghiêm, trên bề mặt của geoid) trên một khoảng thời gian dài. IAU cũng khuyến nghị các giá trị tính theo đơn vị SI, là các giá trị sẽ được đo (theo độ dài thích hợp và thời gian thích hợp) bởi một quan sát viên tại trung tâm của Hệ Mặt trời: các giá trị này thu được bằng các phép biến đổi sau:
{\displaystyle \tau _{A}({\rm {SI}})=(1+L_{\rm {B}})^{\frac {1}{3}}\tau _{A}({\rm {TDB}})\,}
{\displaystyle GE({\rm {SI}})=(1+L_{\rm {B}})GE({\rm {TDB}})\,}
{\displaystyle GS({\rm {SI}})=(1+L_{\rm {B}})GS({\rm {TDB}})\,}

## Hệ thống đơn vị thiên văn
Đơn vị thiên văn của thời gian là khoảng thời gian trong một ngày (D) là 86400 giây. Đơn vị thiên văn của khối lượng là khối lượng của Mặt trời (S). Đơn vị đo độ dài thiên văn là độ dài (A) mà hằng số hấp dẫn Gauss (k) nhận giá trị 0.017 202 098 95 khi các đơn vị đo lường là các đơn vị thiên văn của độ dài, khối lượng và thời gian.